# Étienville
Étienville é uma comuna francesa na região administrativa da Normandia, no departamento Mancha. Estende-se por uma área de 7,4 km². Em 2010 a comuna tinha 375 habitantes (densidade: 50,7 hab./km²).